# موزلا
مورین آن مک‌دونالد (انگلیسی: Maureen Anne McDonald؛ زادهٔ ۱۳ مه ۱۹۸۱) که بیشتر با نام موزِلا (Mozella) شناخته می‌شود، ترانه‌پرداز و خواننده اهل ایالات متحده آمریکا است. او در نوشتن متن تک‌آهنگ سال ۲۰۱۳ «توپ مخرب» از مایلی سایرس همکاری داشته است که به صدر جدول بیلبورد هات ۱۰۰ رسید. او همچنین در سال ۲۰۱۵ در ترانه‌سرایی «اندازه یک تماس باهات فاصله دارم» از چارلی پوث و «بی‌نقص» از وان دایرکشن نیز همکاری داشته است.